# Turbaco (ort)
Turbaco är en ort i Colombia.   Den ligger i departementet Bolívar, i den norra delen av landet, 700 km norr om huvudstaden Bogotá. Turbaco ligger 174 meter över havet och antalet invånare är 56 171.
Terrängen runt Turbaco är platt åt sydost, men åt nordväst är den kuperad. Turbaco ligger uppe på en höjd. Runt Turbaco är det ganska tätbefolkat, med 86 invånare per kvadratkilometer. Närmaste större samhälle är Cartagena, 13,7 km nordväst om Turbaco. Omgivningarna runt Turbaco är en mosaik av jordbruksmark och naturlig växtlighet.